# Fundulus julisia
Fundulus julisia là một loài cá nước ngọt thuộc họ Fundulidae. Nó là loài đặc hữu vùng cao nguyên Barrens trung bộ Tennessee của Hoa Kỳ. Một nguyên nhan chính làm giảm sút loài cá này là loài cá xâm lăng Gambusia affinis. Việc thay đổi sử dụng đất cũng làm hạn chế phân bố loài cá này.